# Ledkäksboa
Ledkäksboa (Casarea dussumieri), även kallad Round Islands kölfjälliga boa, är en sällsynt orm som är endemisk för ön Round Island, en liten ö norr om Mauritius i Indiska oceanen som hyser flera endemiska arter. 
Den blir 1-1,5 meter lång och är en smal och slank orm. Ovansidan av kroppen är mörkgrå till mörkt brunaktig, medan undersidan är ljusare med mörkare fläckar. Dess fjäll är små och kölade. Fortplantningen är ovipar, det vill säga att honan lägger ägg.
Arten är den enda arten i sitt släkte, Casarea, och indelas inte i några underarter. Dess närmaste släkting var den för samma ö endemiska Bolyeria multocarinata, som betraktas som utdöd då den inte observerats sedan 1975.
Ledkäksboan lever i klippiga områden och den jagar antagligen ödlor. Honor lägger ägg.
IUCN listar ledkäksboan som starkt hotad. Det är inte helt känt hur stor den vilda populationen är, men den uppskattas till omkring 500 vuxna individer och bevarandeprogram för arten med uppfödning av ormar i fångenskap har upprättats.